# Mel Gray
Melvin Junius Gray (Williamsburg, 16 marzo 1961) è un ex giocatore di football americano statunitense che ha giocato nel ruolo di kick returner nella National Football League (NFL) e nella United States Football League (USFL). Al college giocò a football alla Purdue University. È considerato uno dei migliori specialisti sui ritorni della storia della NFL..

## Carriera professionistica
Gray è largamente considerato uno dei migliori specialisti sui ritorni della storia della NFL. Detiene il record come giocatore più vecchio ad aver segnato un touchdown su ritorno da kickoff (33 anni, 276 giorni) e detiene anche il secondo e il terzo posto in quella speciale classifica (33 anni, 235 giorni e 33 anni, 221 giorni).
Dopo due stagioni passate nella USFL, la lega nell'agosto 1986 fallì e Gray si unì ai New Orleans Saints che lo avevano scelto nel Draft supplementare del 1984.
I suoi anni migliori li disputò con i Detroit Lions. I Lions erano costantemente una delle favorite della NFC Central division all'inizio degli anni novanta, grazie soprattutto all'abilità del running back Barry Sanders. Ad ogni modo, Gray era parte integrante dei quotati special team dei Lions, che si rivelarono importanti nel dominio della squadra in quel periodo. In sei anni coi Lions (1989–94), Gray disputò 84 partite e ritornò 216 kickoff per 5.478 yard (25,4 di media), segnando cinque touchdown, e ritornò 132 punt per 1.427 yard (10,8 di media)con altri due touchdown. È il leader di tutti i tempi della franchigia per ritorni di kickoff, yard ritornate su ritorno di kickoff, kickoff ritornati in touchdown totali e in una stagione (3 nel 1994), più alta media di ritorno per kickoff in una stagione (28,36 nel 1994) e yard totali guadagnate su ritorno di punt. I suoi sette touchdown totali su ritorno lo pongono al terzo posto nella storia della squadra. Gray fu convocato per quattro Pro Bowl coi Lions (1991–93, 1995) e venne sempre inserito nella formazione ideale della stagione All-Pro dal 1990 al 1994.
Gray è stato classificato da NFL Network al quinto posto tra i migliori specialisti sui ritorni di tutti i tempi.

## Vittorie e premi
- (4) Pro Bowl (1990, 1991, 1992, 1994)
- (8) All-Pro (1986, 1987, 1989, 1990, 1991, 1992, 1993, 1994)
- Formazione ideale della NFL degli anni 1990
- Formazione ideale di tutti i tempi della USFL

## Statistiche
| Touchdown su ritorni       | 9      |
| Yard su ritorno da punt    | 2.753  |
| Yard su ritorno da kickoff | 10.250 |